# Hjalmar Söderberg
Hjalmar Söderberg (ur. 2 lipca 1869 w Sztokholmie, zm. 14 października 1941 w Kopenhadze) – szwedzki pisarz, tłumacz i dziennikarz.

## Życiorys
Prozaik, zadebiutował w 1895 r. powieścią Zabłąkania, która zapoczątkowała w literaturze szwedzkiej tzw. nurt flanerski, czyli szwedzką odmianę dekadentyzmu. W autobiograficznej powieści Młodość Martina Bircka (1901) opisał, jak Hjalmar/Martin utracił wiarę w Boga. W kolejnej książce pt. Doktor Glas (1905) zawarł krytykę chrześcijańskiej moralności. W 1912 r. spod jego pióra wyszła jedna z najlepszych szwedzkich powieści miłosnych pt. Niebłahe igraszki. Akcja tych wszystkich czterech utworów dzieje się w Sztokholmie, miasto jest nie tylko tłem, ale i równorzędnym bohaterem. 
W drugim okresie swojej twórczości Söderberg skupił się na problematyce religioznawczej (Jezus Barabasz, 1928) 
Söderberg uchodzi za wybitnego stylistę i mistrza małych form prozatorskich, wydał m.in. zbiory nowel i opowiadań Opowiastki (1898) i Podróż do Rzymu (1929).

## Wybrane utwory
- Zabłąkania, 1895 (polskie wydanie 2010)
- Opowiastki, 1898 (polskie wydanie 2003)
- Młodość Martina Bircka, 1901 (polskie wydanie 2005)
- Doktor Glas, 1905 (polskie wydanie 2004)
- Gertruda, 1906 (dramat)
- Niepokój serca, 1909
- Niebłahe igraszki, 1912 (polskie wydanie 2006)
- Ogień Jahwe, 1918
- Jezus Barabasz, 1928 (polskie wydanie 2005)
- Podróż do Rzymu, 1929